# فيلهلم فونت
فيلهلم ماكسيميليان فونت (بالألمانية: Wilhelm Wundt) (16 أغسطس 1832 –31 أغسطس 1920) طبيب وعالم فيزيائي وفيلسوف وأستاذ، يُعرف اليوم كواحد من مؤسسي علم النفس الحديث. فونت أول شخص يطلق على نفسه عالم نفسي وهو الذي ميز علم النفس كعلم من الفلسفة والبيولوجيا. يعتبر على نطاق واسع «والد علم النفس التجريبي». أسس فونت أول مختبر رسمي للبحوث النفسية في جامعة لايبزيغ في عام 1879. برز علم النفس كحقل مستقل للدراسة. من خلال إنشاء هذا المختبر، تمكن من إثبات علم النفس كعلم منفصل ومستقل عن المجالات الأخرى. وشكل أول مجلة أكاديمية للبحوث النفسية وهي الدراسات الفلسفية (من عام 1881 إلى 1902)، والتي أُنشئت لنشر أبحاث المعهد.
صنف استطلاع نُشر في مجلة عالم نفس أمريكي في عام 1991، سمعة فونت في المرتبة الأولى «الأبرز على الإطلاق» بناءً على تقييمات مقدمة من 29 مؤرخًا أمريكيًا في علم النفس. صُنف ويليام جيمس وسيغموند فرويد بالمرتبة الثانية والثالثة.

## سيرة حياته
وُلد فونت في نيكاراو في بادن (الآن جزء من مانهايم) في 16 أغسطس 1832، وهو الطفل الرابع للوالدين ماكسيميليان فونت (كاهن لوثري) وزوجته ماري فريدريك، لقبها قبل الزواج أرنولد (1797-1868). كان جد والد فونت فريدريك بيتر فونت (1742-1805)، أستاذًا للجغرافيا وقسًا في ويبلينين (هايدلبرغ). عندما كان عمر فونت نحو أربع سنوات، انتقلت عائلته إلى هايدلسهايم (بروخزال)، وهي مدينة صغيرة من القرون الوسطى في بادن فورتمبيرغ.
ولِد فونت في ألمانيا التي اعتبرت مستقرة اقتصاديًا جدًا، ونشأ خلال فترة كانت فيها إعادة استثمار الثروة في التنمية التعليمية والطبية والتكنولوجية أمرًا شائعًا. حفز السعي الاقتصادي للنهوض بالمعرفة على تطوير طريقة جديدة للدراسة النفسية، وسهل تقدمه ليصبح الشخصية النفسية البارزة التي أصبحها اليوم.
درس فونت من 1851 إلى 1856 في جامعة توبنغن في جامعة هايدلبرغ وفي جامعة برلين. بعد تخرجه كدكتور في الطب من هايدلبرغ (1856)، مشرف الدكتوراه كارل إيوالد هاس. درس فونت لفترة وجيزة مع يوهانس بيتر مولر قبل التحاقه بموظفي جامعة هايدلبرغ، ليصبح مساعدًا للفيزيائي والفسيولوجي هيرمان فون هيلمهولتز في عام 1858 مع مسؤولية تدريس برنامج المختبر في الفسيولوجيا. كتب مساهمات في نظرية الإدراك الحسي (1858-1862). في عام 1864 أصبح أستاذًا مساعدًا للأنثروبولوجيا وعلم النفس الطبي ونشر كتابًا مدرسيًا عن فسيولوجيا الإنسان. ومع ذلك فإن اهتمامه الرئيسي، وفقًا لمحاضراته وفصوله، لم يكن في المجال الطبي – بل كان أكثر انجذابًا لعلم النفس والمواضيع ذات الصلة. نُشرت محاضراته عن علم النفس كمحاضرات في علم نفس الإنسان والحيوان في 1863-1864. ضغط فونت نفسه لكتابة العمل الذي أصبح أحد أهم الأعمال في تاريخ علم النفس، مبادئ علم النفس الفسيولوجي في عام 1874. وكان أول كتاب مدرسي يتعلق بمجال علم النفس التجريبي.
التقى فونت صوفي ماو (1844-1912) بالقرب من هايدلبرغ في عام 1867. صوفي الابنة الكبرى لأستاذ علم اللاهوت في كييل دي: هاينريش أوغست ماو وزوجته لويز، لقبها قبل الزواج فون رومور، وأخت عالم الآثار أوغست ماو. تزوجا في 14 أغسطس 1872 في كييل. للزوجين ثلاثة أطفال: إليانور (1876-1957) التي أصبحت مساعدةً لأبيها بعدة طرق ولويز المدعوة ليلي (1880-1884) ودي: ماكس وندت (1879-1963) ، الذي أصبح أستاذًا للفلسفة.
رُقي فونت إلى أستاذ «الفلسفة الاستقرائية» في زيورخ عام 1875، أصبح فونت أستاذًا للفلسفة في جامعة لايبزغ عام 1875، حيث بدأ كل من إرنست هينريخ فيبر(1795-1878) وجوستاف ثيودور فخنر(1801-1887) بحثًا في علم النفس الحسي والفيزياء النفسية -إذ طور غوتفريد فيلهلم ليبنيز قبل قرنين من الزمن فلسفته وعلم النفس النظري مما أثر بشدة على نهج فونت الفكري. كان إعجاب فونت بإرنست هينريخ فيبر واضحًا من مذكراته إذ أعلن أنه ينبغي اعتبار فيبر والد علم النفس التجريبي: «أود أن أسمي فيبر والد علم النفس التجريبي ... كان لفيبر مساهمة عظيمة في قياس الكميات النفسية ولإظهار العلاقات الدقيقة بينهم، ليكون أول من يفهم هذا وينفذه.»
افتتح فونت أول مختبر خُصص حصريًا للدراسات النفسية في جامعة لايبزيغ عام 1879، وشكل هذا الحدث الميلاد الرسمي لعلم النفس كحقل مستقل للدراسة. امتلأ المختبر الجديد بطلاب الدراسات العليا الذين أجروا أبحاثًا حول الموضوعات التي حددها فونت، وسرعان ما جذب العلماء الشباب من جميع أنحاء العالم الذين كانوا متلهفين للتعرف على العلوم الجديدة التي طورها فونت.
خصصت جامعة لايبزيغ مختبر فونت عام 1876 لتخزين المعدات التي يحضرها من زيوريخ. وقعت العديد من مظاهرات فونت في هذا المختبر الواقع في مبنى كونفيكت بسبب الانزعاج من نقل معداته بين المختبر وفصوله الدراسية. رتب فونت لبناء الأدوات المناسبة وجمع العديد من قطع المعدات مثل المناظير وكرونوسكوب ورقاص الساعة والأجهزة الكهربائية والمؤقت وأجهزة رسم الخرائط الحسية ومن المعروف أنه حددت اتفاقية لمختلف طلاب الدراسات العليا مع مهمة تطوير الاستخدامات للبحوث المستقبلية في التجريب. وجِد 15 مساعدًا بين 1885 و1909.
بدأ فونت عام 1879 إجراء تجارب لم تكن جزءًا من برنامج عمله، وادعى أن هذه التجارب المستقلة رسخت شرعية مختبره كمختبر رسمي لعلم النفس، على الرغم من أن الجامعة لم تعترف رسميًا بالمبنى كجزء من الحرم الجامعي حتى عام 1883. كبر المختبر الذي أصبح معروفًا بالمعهد النفسي وشمل ما مجموعه 11 غرفة، ونُقل إلى مبنى جديد صممه فونت خصيصًا للبحث النفسي. تعرض قائمة محاضرات فونت خلال الفصول الدراسية للشتاء من 1875-1879 برنامجًا واسع النطاق لستة أيام في الأسبوع بمتوسط ساعتين يوميًا، على سبيل المثال: في الفصل الدراسي لشتاء عام 1875: علم نفس اللغة والأنثروبولوجيا والمنطق ونظرية المعرفة، وخلال الفصل الدراسي التالي الصيفي: علم النفس والدماغ والأعصاب وكذلك علم وظائف الأعضاء. شُملت علوم الكونيات والفلسفة التاريخية والعامة في الفصول الدراسية التالية.
كان فونت مسؤولاً عن عدد استثنائي من رسائل الدكتوراه بين عامي 1875 و1919: 184 طالب دكتوراه من بينهم 70 أجنبيًا (منهم 23 من روسيا وبولندا ودول أخرى من أوروبا الشرقية و18 منهم من أمريكا). أصبح العديد من طلاب فونت علماء نفس بارزين. من بينهم: الألماني أزفلد كولبه (أستاذ بجامعة فورتسبورغ) وإرنست مومان (أستاذ في لايبزيغ وهامبورغ ورائد في علم النفس التربوي) وهوجو مونستربرغ أستاذ بجامعة فرايبورغ وجامعة هارفارد ورائد في علم النفس التطبيقي) وويلي هيلباتش (معروفة في ألمانيا بعلم النفس الثقافي).
من بين الأمريكيين المدرجين في القائمة جيمس مكين كاتيل (أول أستاذ في علم النفس في الولايات المتحدة) وغرانفيل ستانلي هول (والد حركة علم نفس الطفل والباحث النظري لتطور المراهقين ورئيس جامعة كلارك) وتشارلز هوبارد جود (مدير كلية التعليم في جامعة شيكاغو) ووالتر ديل سكوت(الذي ساهم في تطوير علم النفس الصناعي وتدريسه في جامعة هارفارد) وإدوارد برادفورد تيتشنر ولايتنر ويتمر (مؤسس أول عيادة نفسية في بلده) وفرانك أنجل وإدوارد ويلر سكريبشر وجيمس مارك بالدوين (أحد مؤسسي قسم علم النفس في جامعة برينستون والذي قدم مساهمات مهمة في بداية علم النفس والطب النفسي ونظرية التطور).
وهكذا فإن فونت موجود في «شجرة العائلة» الأكاديمية لغالبية علماء النفس الأمريكيين من الجيلين الأول والثاني. من الجديرين بالذكر الإنكليزي تشارلز سبيرمان والروماني كونستانتين رودوليسكو-موترو (فيلسوف مؤيد لمذهب الشخصانية ورئيس قسم الفلسفة في جامعة بوخارست) وهوجو إيكنر (مدير شركة لوفتشيفباو زيبلين)، ناهيك عن الطلاب الذين أصبحوا فلاسفة (مثل رودولف أيزلر أو الصربي ليوبومير نيديتش). الطلاب (أو الزوار) الذين أصبحوا فيما بعد معروفين بينهم فلاديمير ميخايلوفيتش بتخريف وفرانز بواس وإميل دوركايم وإدموند هوسرل وبرونسيلاف مالينوفسكي وجورج هربرت ميد وإدوارد سابير وفرديناند تونيز وبنيامين لي وورف.
تعرض الكثير من أعمال فونت للسخرية في منتصف القرن الماضي في الولايات المتحدة بسبب الافتقار إلى الترجمات الكافية والتحريف من قبل طلاب محددين وجدلية السلوكية مع برنامج فونت.

## روابط خارجية
- فيلهلم فونت على موقع الموسوعة البريطانية (الإنجليزية)
- فيلهلم فونت على موقع إن إن دي بي (الإنجليزية)